# Samuel Kahanamoku
Samuel Kahanamoku, född 4 november 1902 i Honolulu, död 26 april 1966 i Honolulu, var en amerikansk simmare.
Kahanamoku blev olympisk bronsmedaljör på 100 meter frisim vid sommarspelen 1924 i Paris.